# Chuyến bay 3591 của Atlas Air
Chuyến bay 3591 của Atlas Air là chuyến bay chở hàng nội địa theo lịch trình hoạt động cho Amazon Air từ sân bay quốc tế Miami đến sân bay liên lục địa George Bush ở Houston. Vào ngày 23 tháng 2 năm 2019, chiếc Boeing 767-300ER (BCF) đang vận hành chuyến bay này đã bị rơi trong khi tiếp cận vịnh Trinity gần Anahuac, Texas, phía đông Houston, ngay trước 12:45 CST (18:45 UTC), giết chết tất cả ba phi công trên máy bay. Vụ tai nạn đầu tiên liên quan đến một chiếc máy bay chở hàng Boeing 767.
Các nhà điều tra cho rằng vụ tai nạn là do lỗi của phi công, phát hiện ra rằng cơ phó bị mất phương hướng trong không gian và vô tình đặt máy bay vào tình trạng lặn không thể phục hồi, trong khi cơ trưởng không giám sát đầy đủ hành động của cơ phó và đường bay của máy bay.  Các vấn đề đào tạo phi hành đoàn tại Atlas Air và trên toàn ngành hàng không thương mại của Hoa Kỳ cũng có liên quan.

## Lý lịch
Phi cơ
Máy bay Boeing 767-300ER(BCF) (MSN 25865/430) được đăng ký N1217A và gần 27 tuổi vào thời điểm xảy ra tai nạn, được chế tạo vào năm 1992. Ban đầu nó được đặt hàng bởi Canadian Airlines International, nhưng lần đầu tiên được đưa vào sử dụng  của China Southern Airlines thông qua GPA, một công ty cho thuê máy bay. Năm 1997, nó được chuyển giao cho LAN Airlines và bay trong 19 năm trước khi được cất giữ vào tháng 1 năm 2016. Nó được chuyển đổi thành chuyên cơ vận tải vào tháng 4 năm 2017 và được Atlas Air đưa vào phục vụ cho Amazon Prime Air. Vào tháng 8 năm 2018, Amazon đã đặt tên cho hai chiếc máy bay trong đội bay của mình, bao gồm N1217A là CustomAir Obsession. Cái tên, được sơn trên máy bay ngay phía sau cửa sổ buồng lái, gần như đồng âm với "nỗi ám ảnh của khách hàng", một nguyên tắc lãnh đạo của Amazon. Máy bay đã tích lũy được hơn 91.000 giờ trên 23.300 chuyến bay và được trang bị hai động cơ phản lực GE CF6-80.
Phi hành đoàn và hành khách
Trên máy bay có ba người: Cơ trưởng Ricky Blakely của Indiana (60 tuổi), cơ phó Conrad Jules Aska của Cedar Grove, Antigua (44 tuổi) và cơ trưởng Sean Archuleta của Mesa Airlines của Houston (36 tuổi), người đang trong tuần làm việc cuối cùng tại  Mesa Airlines và đang đi làm trước khi bắt đầu khóa đào tạo phi công mới thuê với United Airlines dự kiến vào tuần sau.
Blakely gia nhập Atlas Air vào năm 2015 và trở thành cơ trưởng Boeing 767 vào năm 2018. Trước khi được Atlas Air thuê, Blakely trước đây đã từng là cơ trưởng Embraer ERJ-145 cho ExpressJet.  Anh ấy cũng từng là cơ phó của Beechcraft 1900 cho CommutAir và là người hướng dẫn chuyến bay cho FlightSafety International. Blakely đã thực hiện tổng cộng 11.172 giờ bay, trong đó có 1.252 giờ trên Boeing 767.
Aska gia nhập Atlas Air vào ngày 3 tháng 7 năm 2017 và nhận được xếp loại của mình trên chiếc Boeing 767 hai tháng sau đó.  Anh ấy đã có 5.073 giờ bay, trong đó có 520 giờ bay trên chiếc 767. Aska trước đây từng là cơ phó của Embraer E175 với Mesa Airlines (và đã phục vụ với 5 hãng hàng không khác trước đó) và cũng đã có kinh nghiệm trên máy bay EMB 120 Brasilia và gia đình Embraer ERJ.
Cả hai phi công đều đã có kinh nghiệm hạ cánh trước đó tại Sân bay Liên lục địa George Bush. Một cơ trưởng của Atlas Air 767 lưu ý rằng Aska "không có tương tác thực sự với Ricky Blakely", cho thấy rằng Chuyến bay 3591 có thể là chuyến bay đầu tiên mà Blakely và Aska bay cùng nhau.

## Tai nạn
Atlas Air 3591 đang tiếp cận Houston, khi nó rẽ mạnh về phía nam trước khi hạ nhanh chóng. Các nhân chứng cho vụ tai nạn đã mô tả chiếc máy bay hạ như một mũi tên; một số người cũng nhớ lại đã nghe thấy tiếng động cơ rồ lên, chao đảo rồi rơi xuống đầu phía bắc của vịnh Trinity tại Jack's Pocket.. Máy bay rơi xuống nước với tốc độ cao và vỡ tan tành.
Cục Hàng không Liên bang Hoa Kỳ (FAA) đã ban hành một cảnh báo sau khi ATC mất liên lạc chuyến bay trên màn hình radar khoảng 30 dặm (50 km) về phía đông nam của nó. ATC đã cố gắng 2 lần để liên lạc với chuyến bay nhưng không kết quả. ATC đã hỏi các phi công trên hai chuyến bay gần đó nếu họ thấy địa điểm máy bay rơi, cả hai đều nói rằng họ không làm như vậy.
Lực lượng bảo vệ bờ biển Hoa Kỳ đã cho một máy bay trực thăng và một số tàu thuyền để tìm kiếm những người sống sót. Nhiều cơ quan khác cũng trả lời. Mảnh vỡ máy bay lớn nhất được tìm thấy có chiều dài dưới 50 ft (15m). Một số mảnh vỡ có logo Amazon được nhìn thấy. Nước thay đổi ở độ sâu từ 0 đến 5 ft (1,5m) và là một phần đầm lầy bùn.

## Nạn nhân
Vào ngày 24 tháng 2, Atlas Air xác nhận rằng cả ba người trên máy bay đã chết. Các nạn nhân lần đầu tiên được xác định trên phương tiện truyền thông xã hội bởi bạn bè và gia đình.  Đến ngày 26 tháng 2, thi thể của cả ba người đã được trục vớt và đến ngày 4 tháng 3, tất cả đã được xác định danh tính tích cực.

## Cuộc điều tra
Các nhà điều tra từ FAA, Cục Điều tra Liên bang (FBI) và Ban An toàn Giao thông Quốc gia (NTSB) đã được cử đến hiện trường vụ tai nạn với NTSB dẫn đầu cuộc điều tra vụ tai nạn. Một nhóm thợ lặn từ Sở An toàn Công cộng Texas (DPS) được giao nhiệm vụ xác định vị trí hộp ghi chuyến bay của máy bay và các đội thợ lặn từ các sở cảnh sát Houston và Baytown cũng có mặt tại hiện trường để hỗ trợ tìm kiếm. CVR và máy ghi dữ liệu chuyến bay (FDR) đã được định vị và vận chuyển đến phòng thí nghiệm NTSB để phân tích. Người ta cho rằng các đội có thể sẽ ở lại địa điểm xảy ra tai nạn trong nhiều tuần để phục hồi.
Người ta lưu ý rằng các tế bào bão đã ở gần đó vào thời điểm xảy ra tai nạn, nhưng điều này không có gì lạ đối với Sân bay Liên lục địa Geogre Bush. Camera quan sát tại nhà tù Chambers County cho thấy chiếc máy bay đang hạ độ cao ngay trước khi va chạm.
FAA, Boeing, Atlas Air, Hiệp hội kiểm soát viên không lưu quốc gia (NATCA), Hội anh em đồng đội quốc tế (liên đoàn lao động của phi công), Hiệp hội phi công hàng không, và nhà sản xuất động cơ General Electric đã hỗ trợ hoặc đề nghị hỗ trợ cuộc điều tra của NTSB.
Sau khi nghe máy ghi âm buồng lái, NTSB tuyên bố rằng "Các cuộc liên lạc của phi hành đoàn liên quan đến việc mất kiểm soát máy bay đã bắt đầu khoảng 18 giây trước khi kết thúc ghi âm." Vào ngày 12 tháng 3, NTSB tuyên bố rằng chiếc máy bay "cúi mũi xuống trong 18 giây tiếp theo khoảng 49° để đáp ứng với đầu vào của cột."  Cuối ngày hôm đó, tuyên bố được đổi thành "...để đáp lại việc thang máy hướng mũi xuống."
Vào ngày 19 tháng 12 năm 2019, NTSB đã công bố một sổ ghi chép công khai chứa hơn 3.000 trang thông tin thực tế mà họ đã thu thập được trong quá trình điều tra, với báo cáo cuối cùng sẽ được đưa ra vào một ngày không xác định sau đó.  Sổ ghi chép chứa thông tin về "các hoạt động, các yếu tố sinh tồn, hiệu suất của con người, kiểm soát không lưu, hiệu suất của máy bay và bao gồm bản ghi âm ghi âm buồng lái, nghiên cứu phổ âm thanh và thông tin ghi dữ liệu chuyến bay."
Vào ngày 11 tháng 6 năm 2020, NTSB thông báo rằng cuộc họp hội đồng tiếp theo sẽ xác định nguyên nhân vụ tai nạn; NTSB đã xác định trong một cuộc họp hội đồng quản trị công khai được tổ chức vào ngày 14 tháng 7, rằng chuyến bay đã bị rơi do phản ứng không phù hợp của cơ phó đối với việc vô tình kích hoạt chế độ go-around của máy bay, dẫn đến việc anh ta mất phương hướng trong không gian khiến anh ta phải đặt máy bay vào vị trí cố định xuống dốc mà phi hành đoàn không thể phục hồi. NTSB đã phát hành một hình ảnh động về chuỗi sự kiện rủi ro từ việc lựa chọn lực đẩy Go-around đến vụ tai nạn chết người 31 giây sau đó.
Kết luận
Vào ngày 6 tháng 8 năm 2020, NTSB đã đăng báo cáo vụ tai nạn cuối cùng lên trang web của họ, trong đó nêu rõ: "NTSB xác định rằng nguyên nhân có thể xảy ra của vụ tai nạn này là do cơ phó phản ứng không phù hợp khi phi công đang bay vô tình kích hoạt chế độ go-around, dẫn đến mất phương hướng không gian và các đầu vào điều khiển chúi mũi xuống khiến máy bay rơi vào tình trạng nguy hiểm.  một dốc xuống mà phi hành đoàn đã không phục hồi.  Góp phần gây ra vụ tai nạn là do cơ trưởng đã không giám sát đầy đủ đường bay của máy bay và nắm quyền kiểm soát tích cực máy bay để can thiệp hiệu quả.  Cũng góp phần là những thiếu sót mang tính hệ thống trong các hoạt động đo lường hiệu suất và lựa chọn của ngành hàng không, vốn không giải quyết được những thiếu sót liên quan đến năng khiếu và phản ứng căng thẳng không tốt của cơ quan đầu tiên.  Cũng góp phần gây ra vụ tai nạn là Cục Hàng không Liên bang đã không triển khai cơ sở dữ liệu hồ sơ phi công một cách đầy đủ và kịp thời."
NTSB nhận thấy rằng quá trình hạ độ cao diễn ra bình thường cho đến khi chế độ go-around được kích hoạt và chế độ lái tự động và điều khiển tự động của máy bay đã tăng lực đẩy động cơ và độ cao mũi như thiết kế.  Cả phi công đều không thừa nhận bằng lời nói rằng chế độ quay vòng đã được kích hoạt cũng như không có bất kỳ hành động rõ ràng nào để hủy kích hoạt nó.  Một lúc sau, cơ phó thực hiện các đầu vào điều khiển chuyến bay chúi mũi xuống để khắc phục tình trạng dừng máy, nhưng hệ thống cảnh báo dừng máy bay không hoạt động và dữ liệu FDR không phù hợp với máy bay trong tình trạng máy bay chết máy. NTSB kết luận rằng cơ phó rất có thể đã vô tình chạm vào công tắc go-around bằng cổ tay trái hoặc đồng hồ đeo tay của anh ta khi đang điều khiển cần phanh tốc độ gần đó và cả phi công đều không nhận ra rằng chế độ bay tự động của máy bay đã bị thay đổi. Trong thời gian ngừng hoạt động, các quy trình đã thiết lập yêu cầu phi công đang bay (PF) phải "Giữ chắc cột điều khiển", "Ngắt chế độ lái tự động và ga tự động" và "Áp dụng nhuần nhuyễn điều khiển thang máy chúi mũi xuống để giảm AOA (góc tấn  ) cho đến khi máy lắc que hoặc tiệc tự chọn dừng lại".  Các quy trình còn nêu rõ rằng giám sát phi công (PM) (trong trường hợp này là cơ trưởng) để theo dõi và chỉ ra những thay đổi về độ cao/tốc độ bay, phát hiện bất kỳ xu hướng nào đối với địa hình và để xác minh rằng tất cả các hành động bắt buộc đang được hoàn thành. Trong khi đầu vào điều khiển chuyến bay của cơ phó đủ mạnh để ghi đè chế độ lái tự động, các nhà điều tra kết luận rằng cơ trưởng đã bị phân tâm khi thực hiện các nhiệm vụ khác và đã không theo dõi hoạt động của máy bay.
NTSB kết luận rằng máy bay có khả năng bay trong IMC mà không nhìn thấy mặt đất khi chế độ quay vòng được kích hoạt, và cơ phó rất có thể đã trải qua ảo ảnh somatogravic hướng lên hoặc hướng lên trên, cảm giác sai lầm rằng một người đang nghiêng về phía sau trong quá trình tăng tốc bất ngờ về phía trước mà không có các mốc có thể nhìn thấy được.  Các phi công có trình độ bay bằng dụng cụ hạn chế có xu hướng coi thường các dụng cụ bay và hành động theo bản năng để phản ứng với ảo tưởng này. Các nhà điều tra kết luận rằng các phi công không thể nhìn thấy mặt đất cho đến khi máy bay thoát ra khỏi các đám mây cách vịnh khoảng 3.000 feet (910 m), tại thời điểm đó, việc phục hồi an toàn sau khi hạ độ cao là không thể.
NTSB không thể xác định lý do tại sao sĩ quan đầu tiên đạp công tắc EFI trước khi xảy ra tai nạn;  tuy nhiên, việc quay vòng công tắc EFI trong 767 thường được thực hiện để giải quyết tình trạng mất màn hình không liên tục và không làm thay đổi nguồn dữ liệu hiển thị trên màn hình và NTSB đã kết luận rằng "bất kỳ sự bất thường nào về màn hình EFIS mà FO [cơ phó] gặp phải đã được giải quyết  đến sự hài lòng của cả hai thành viên phi hành đoàn (do FO quay vòng công tắc EFI) trước khi các sự kiện liên quan đến chuỗi tai nạn xảy ra."
Vấn đề huấn luyện tổ bay
NTSB lưu ý rằng cả hai phi công đều gặp khó khăn trong quá trình huấn luyện.  Blakely đã gặp khó khăn trong quá trình huấn luyện để xếp hạng loại của mình trên chiếc 767. Vào ngày 31 tháng 10 năm 2015, anh ấy được tuyên bố là không phù hợp để kiểm tra do những nhận xét không thỏa đáng về quá trình huấn luyện của anh ấy, bao gồm những điều sau:
• Cho phép tốc độ không khí vượt quá giới hạn cánh trong quá trình đào tạo phục hồi gian hàng
• Quên đặt độ cao tiếp cận bị bỏ lỡ
• Khó khăn trong việc thực hiện các phương pháp bỏ lỡ
Blakely đã trải qua quá trình huấn luyện phụ đạo vào ngày hôm sau, ngày 1 tháng 11, lần này với kết quả khả quan.  Ngày hôm sau, anh ấy đã kiểm tra chiếc 767 của mình và nhận được xếp hạng loại trên chiếc máy bay này hai ngày sau đó. Bất chấp những cải tiến của Blakely, Atlas Air đã đưa anh ta vào chương trình theo dõi trình độ phi công (PWP) do các vấn đề về đào tạo của anh ta.
Cơ phó Aska cũng từng gặp khó khăn trong huấn luyện với Atlas Air, hơn cả Blakely.  Anh ấy cũng đã ghi nhận những thất bại trong quá trình đào tạo với những người chủ trước đây.  Một cơ trưởng khác của Atlas Air 767 từng bay cùng Aska đã mô tả anh ấy là một "chàng trai tốt" và "chắc chắn nằm trong nửa trên của những người tôi đã bay cùng", mặc dù anh ấy không nêu bất kỳ vấn đề nào liên quan đến đào tạo. Các vấn đề đầu tiên của Aska được báo cáo vào tháng 7 năm 2017, cùng tháng anh ấy gia nhập Atlas Air, khi anh ấy bị từ chối kiểm tra miệng về xếp hạng loại của mình trên 767 vì anh ấy cần đào tạo khắc phục.  Sau khóa đào tạo, anh ấy đã vượt qua kỳ thi vấn đáp.  Sau đó, Aska đã trải qua năm phiên bay mô phỏng cơ sở cố định (không di chuyển), gặp khó khăn với các quy trình thông thường và trải qua quá trình huấn luyện khắc phục hậu quả.  Vào tháng 8, sau hai buổi huấn luyện mô phỏng toàn bộ chuyến bay, đối tác giả lập của Aska đã phàn nàn rằng anh ta bị "kìm hãm".  Atlas Air cuối cùng đã phải khởi động lại chương trình đào tạo giả lập toàn bộ chuyến bay cho Aska vì không có phi công nào khác ở trong lớp đào tạo của anh ấy để hợp tác với anh ấy.
Chuyến kiểm tra đầu tiên của Aska trên máy bay đã kết thúc thất bại do quản lý tài nguyên phi hành đoàn (CRM) kém và điều khiển máy bay không phù hợp.  Người kiểm tra của anh ấy mô tả anh ấy là người căng thẳng và thiếu nhận thức về tình huống.[12]: 6  Aska đã trải qua khóa huấn luyện khắc phục hậu quả vào ngày 25 tháng 9 và ngày hôm sau, anh ấy đã thử kiểm tra lại thành công, nhận được xếp hạng loại của mình trên máy bay.
Các nhà điều tra kết luận rằng Aska đã cố tình che giấu hồ sơ huấn luyện không rõ ràng của mình khi phỏng vấn với Atlas Air, lợi dụng những thiếu sót trong cơ sở dữ liệu hồ sơ phi công của FAA, vốn đã bị NTSB chỉ trích.  Bản sửa đổi năm 2010 đối với Đạo luật Cải thiện Hồ sơ Phi công (PRIA) được thông qua sau vụ tai nạn năm 2009 của Chuyến bay 3407 của  Colgan Air yêu cầu FAA ghi lại các lỗi huấn luyện trong cơ sở dữ liệu;  tuy nhiên, điều khoản này đã không được thực hiện đầy đủ do những lo ngại về quyền riêng tư và sự phản đối của ngành, đặc biệt là từ các nhà khai thác hàng không kinh doanh đã phản đối các yêu cầu lưu giữ hồ sơ nghiêm ngặt của chương trình.  Atlas Air cũng bị chỉ trích vì phụ thuộc vào các đại lý thay vì các chuyên gia điều hành chuyến bay để kiểm tra quá trình đào tạo của các phi công mà họ thuê.
NTSB đã khuyến nghị rằng các phi công của chiếc 767 và chiếc Boeing 757 tương tự nên được đào tạo để nhận biết và phục hồi sau một hành động vô tình ở chế độ đi vòng quanh, nhưng cũng kết luận rằng dữ liệu hiện có cho thấy một hành động như vậy là một "sự kiện hiếm gặp và điển hình là lành tính."